# Domobransko pokopališče Orlov Vrh
Domobransko pokopališče Orlov Vrh je bilo pokopališče na Orlovem Vrhu v Ljubljani pri Ljubljanskem gradu, ki je služilo kot pokopališče za umrle slovenske domobrance, ki so se v drugi svetovni vojni borili na strani nacistične Nemčije. Pokopališče je znano predvsem po tem, ko so jugoslovanski komunisti po vojni uničili grobove umrlih in izkopali njihova trupla.

## Zgodovina
Ko je bilo med drugo svetovno vojno ustanovljeno protirevolucionarno Slovensko domobranstvo, je bilo predlagano, da se padle v boju pokoplje na posebnem pokopališču, namenjeno samo njim, saj jih zaradi partizanov, ki so nadzirali pokopališča v domačih mestih, niso mogli pokopati tam. Dogovorjeno je bilo, da se na Orlovem Vrhu pri Ljubljanskem gradu naredi pokopališče za domobrance. Gradnja pokopališča se je začela poleti 1943, končana pa je bila konec tega leta. Prvi pokop je bil opravljen 9. decembra 1943, večji pokopi pa so sledili v poznejših mesecih. Zadnji pokop je bil opravljen 30. aprila 1945. Skupno je bilo na pokopališču pokopanih okrog 150 padlih domobrancev.
Po koncu druge svetovne vojne leta 1945, ko so komunisti prevzeli oblast v Jugoslaviji, so Titovi partizani pobili njihove nasprotnike, pokradli njihove dobrine ter uničili vse spominke, ki so spominjali na domobrance in druge njihove nasprotnike ter druge. To je vključevalo tudi domobransko pokopališče na Orlovem Vrhu. Komunisti so popolnoma uničili pokopališče ter oskrunili grobove vseh pokopanih domobrancev. Pri tem so iz grobov izkopali njihova trupla in jih odpeljali na neznano lokacijo. Nikoli se ni ugotovilo, kaj so z njihovimi trupli naredili in kam so jih odvrgli. Po virih številnih pričevanj in teorij, ki so se širile v letih po vojni, so komunisti trupla umrlih domobrancev pripeljali v tovarno, kjer so jih predelali v klej oz. milo, da so jih raztopili v apnenici ter jih nato vrgli v reko Savo, nekaj pa so jih odpeljali k sv. Urhu in jih pokopali kot žrtve, ki so jih umorili tamkajšnji domobranci.
Pozneje so komunisti leta 1946 uničeno domobransko pokopališče zravnali v travnato zemljo. Leta 2001 so na republiški upravi za kulturno dediščino zatrjevali, da pokopališče na Orlovem vrhu ni locirano. V zbirki podatkov o prikritih moriščih in grobiščih pa je na osnovi vseh teh navedb ugotovljeno, da je bil iznos posmrtnih ostankov opravljen. Danes na mestu domobranskega pokopališča še vedno leži nekaj kosti umrlih domobrancev, nazadnejše preiskave grobišča pa so ugotovile, da so številne kosti še vedno pokopane tudi pod zemljo.
V letih po osamosvojitvi Slovenije je bil na mestu pokopališča postavljen križ z Jezusom ter zraven spominske sveče in rože v spomin na žrtve komunističnega zločina na Orlovem Vrhu. Vendar pa je bil spomenik zaradi vandalov večkrat uničen ter enkrat celo zabetoniran, a so ga kljub temu popravili oz. namestili novega. Kljub temu je ljubljanski župan Zoran Janković izjavil, da noče na to mestu postaviti nobnega spomenika domobranskim žrtvam, češ da so domobranci izdajalci slovenskega naroda, zaradi česar je bil Janković kritiziran in se je zaradi tega znašel tudi v sporu z predsednikom vladne komisije za reševanje vprašanj prikritih grobišč Jožetom Dežmanom. 